# Avakas-Schlucht

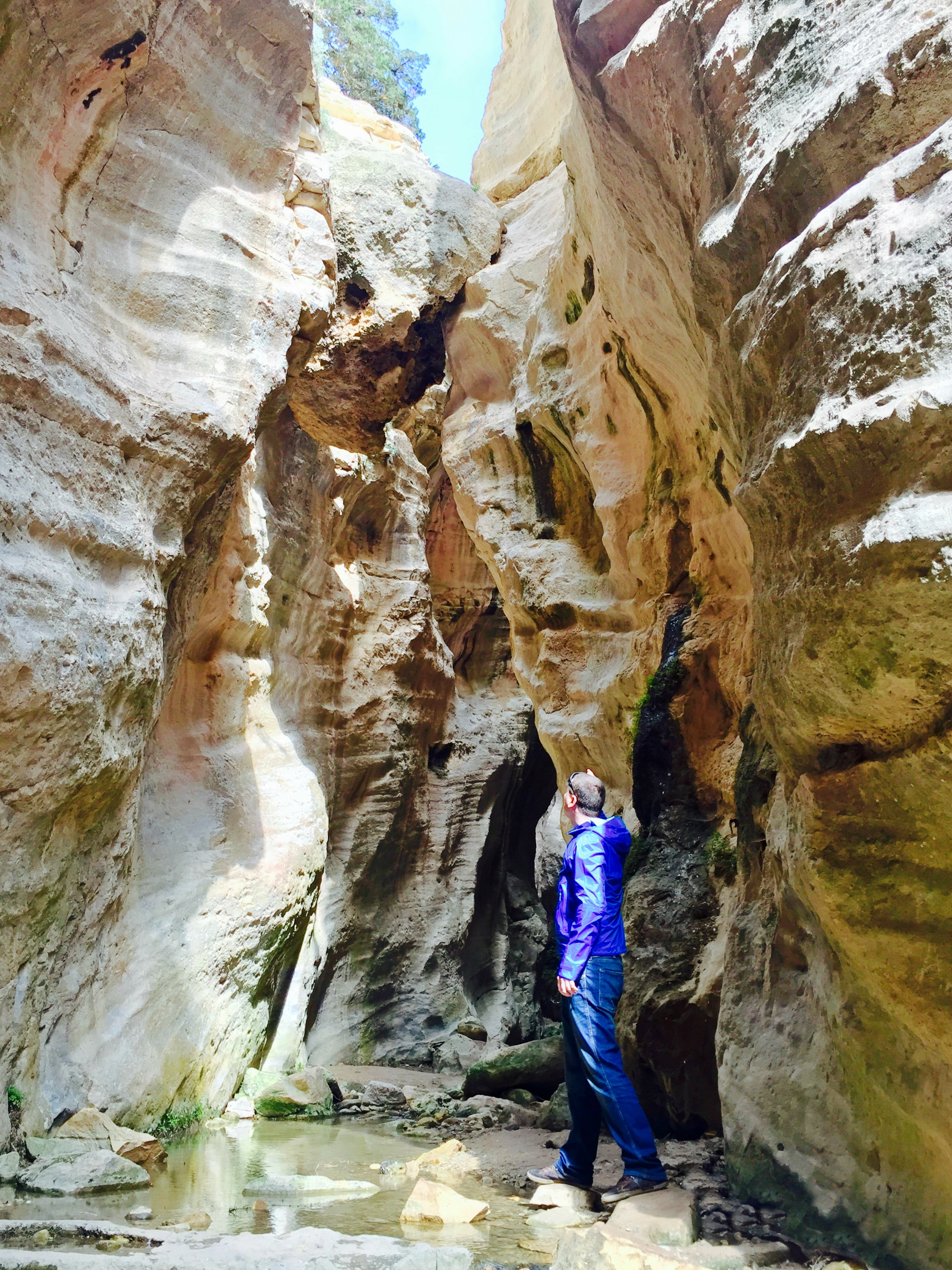
Avakas-Schlucht

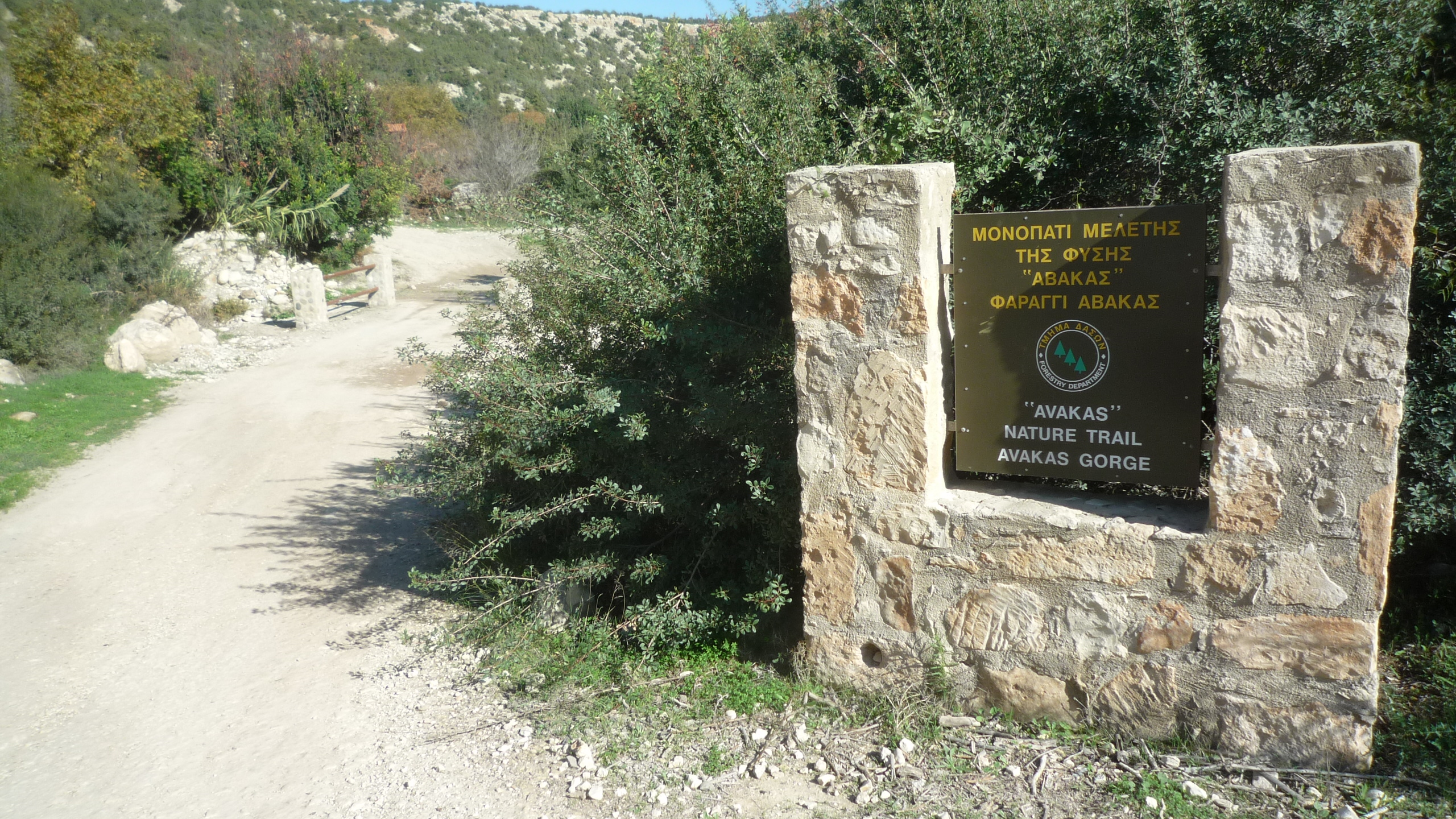
Eingang zur Avakas-Schlucht

Die Avakas-Schlucht (Griechisch: Φαραγγι Αβακα, englisch Avakas Gorge) ist eine Schlucht im Bezirk Paphos auf Zypern.

## Lage
Die Schlucht liegt etwa 20 km nördlich der Bezirkshauptstadt Paphos im Südwesten der Halbinsel Akamas. Die asphaltierte Straße hört etwa 3 km vor der Schlucht in Agios Georgios Pegeia auf und geht in eine Schotterpiste über.

## Wissenswertes
Die Avakas-Schlucht beginnt etwa 1 km vor der Einmündung des kleinen Flusses Avgas ins Mittelmeer und führt ins Landesinnere. Sie hat eine Länge von etwa 3 km und ist zum Teil nur etwa 4 m breit mit über 30 m hohen Felswänden. Das kleine Fließgewässer hatte sich im Verlauf von Jahrtausenden durch den Kalkstein gefräst. Bei wolkenbruchartigen Niederschlägen wird der Avgas, bedingt durch die Enge der Schlucht, zu einem reißenden Gewässer. Warntafeln am Eingang der Schlucht weisen die Wanderer darauf hin. Der Rückweg kann entweder durch die Schlucht oder einen Weg außerhalb genommen werden, der sich allerdings über eine Länge von 10 km erstreckt. Die Rundtour ist in Summe 11,5 Kilometer lang (330 Höhenmeter).
Die Avakas-Schlucht zeichnet sich durch eine Pflanzenvielfalt aus. Hier gedeiht neben Kiefern, Zypressen, Phönizischer Wacholder (Juniperus phoenicea) und wilden Feigenbäumen auch Centaurea akamantis, eine endemische lila-pinke Flockenblume, die nur in der Avakas-Schlucht und der benachbarten Schlucht Argaki ton Koufon vorkommt.

## Bildergalerie

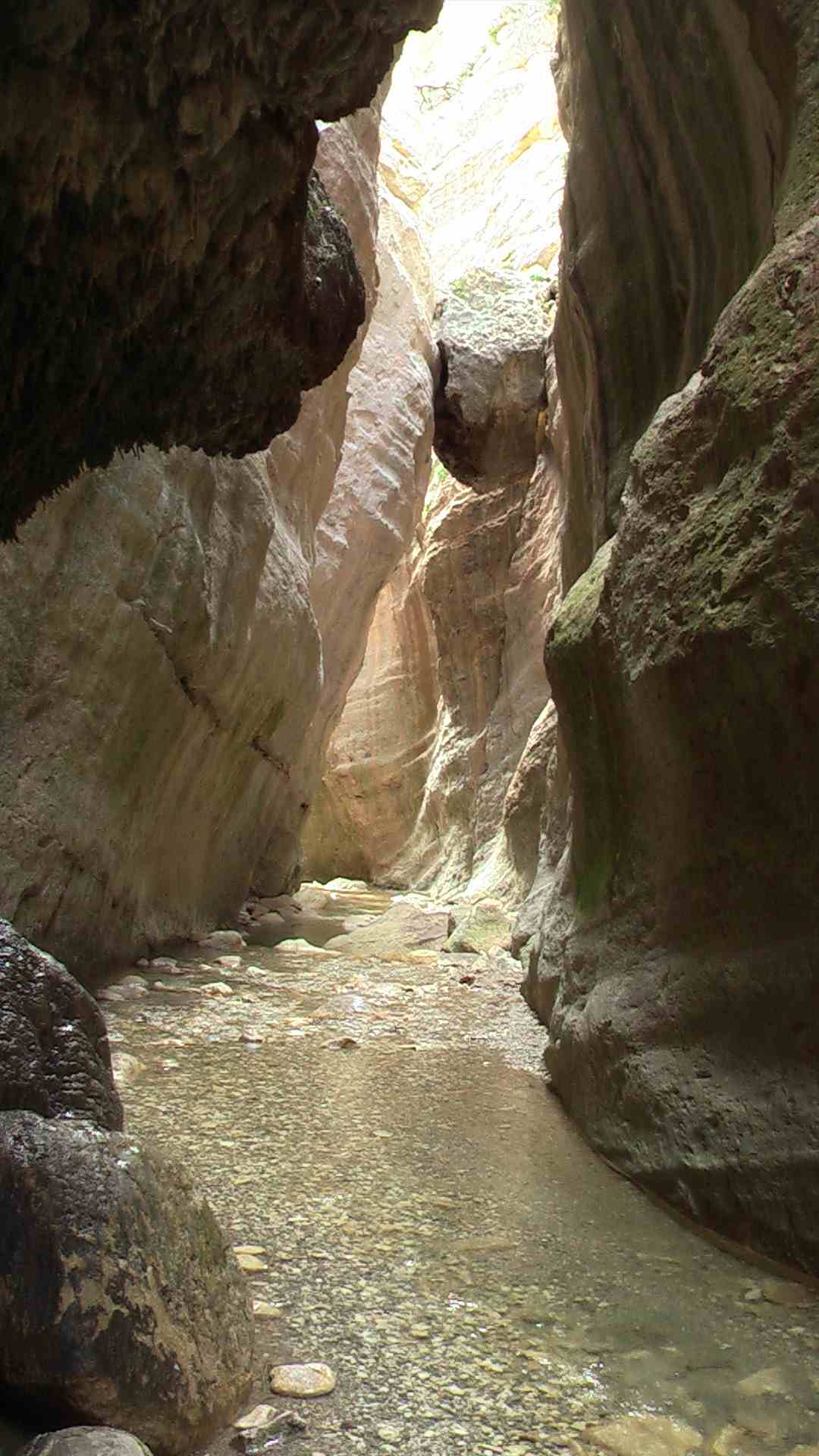
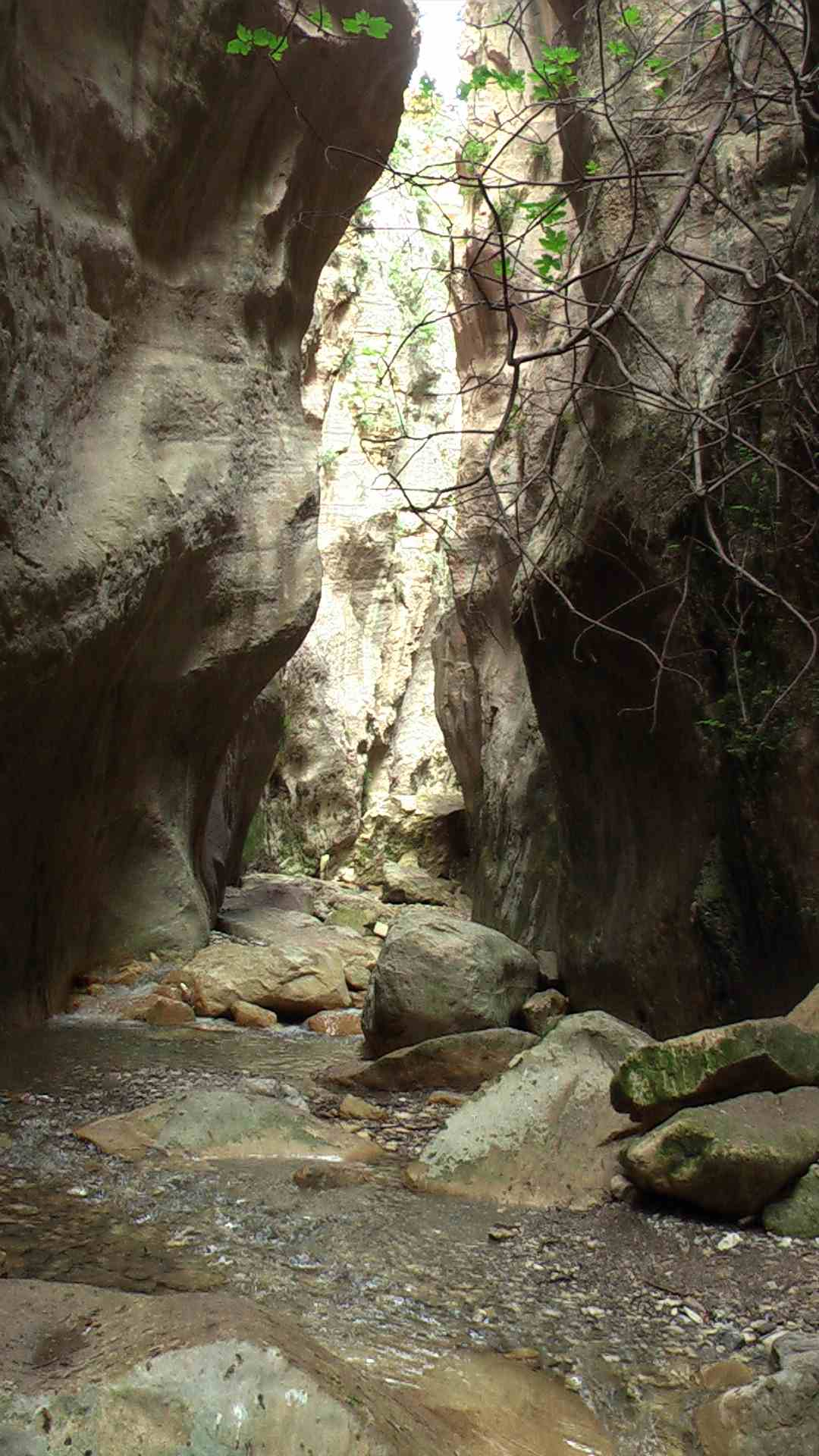
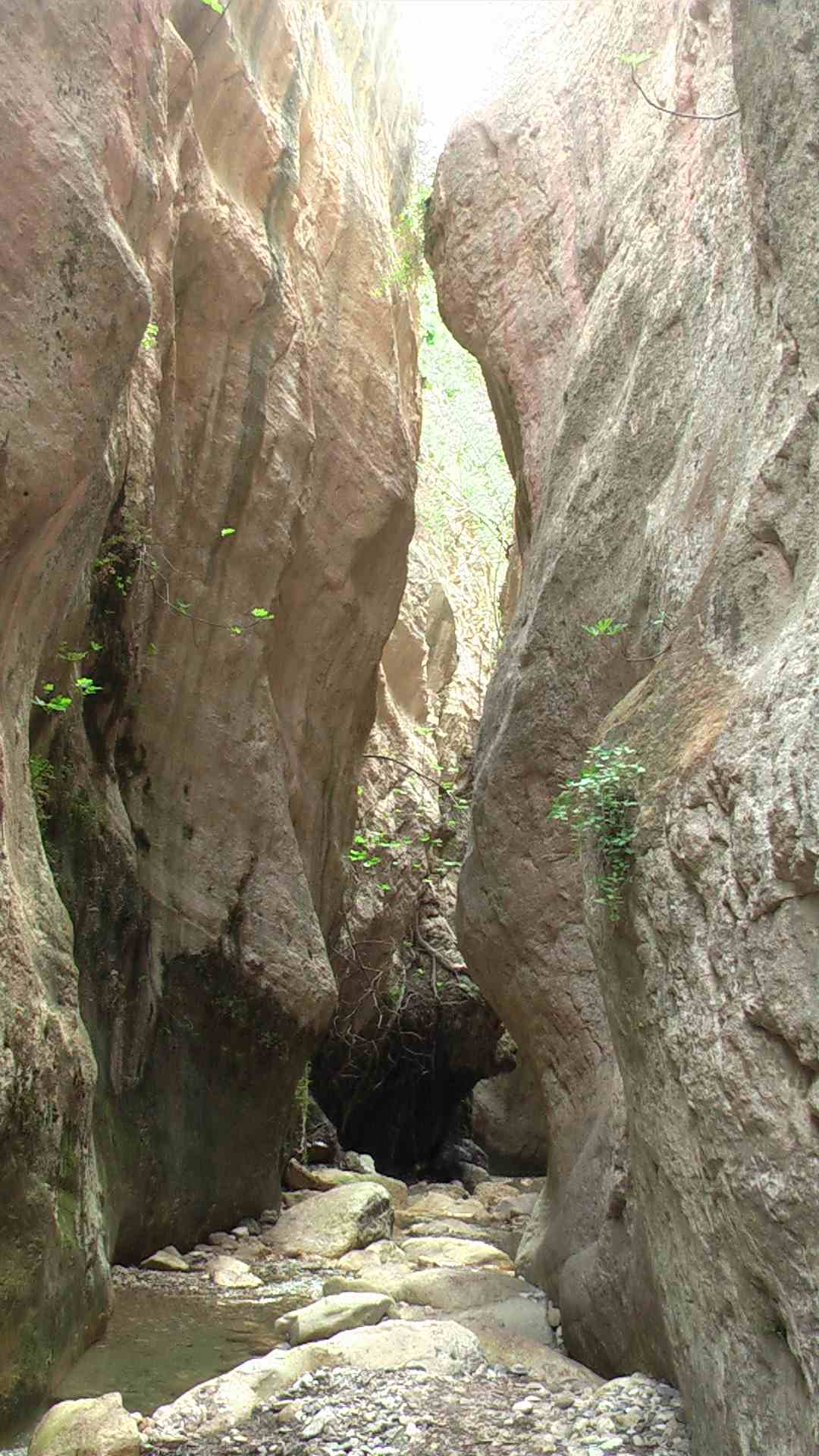
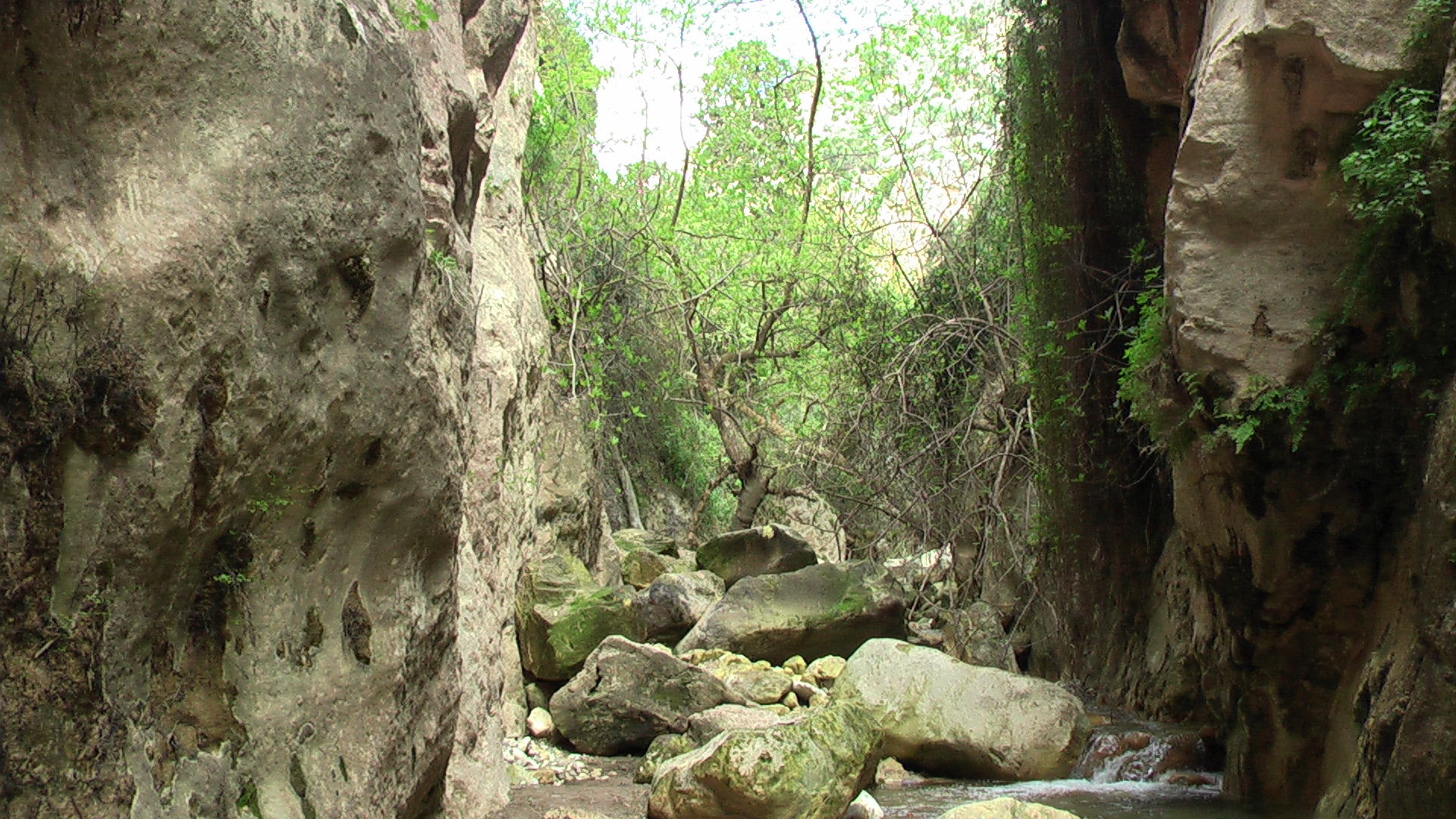
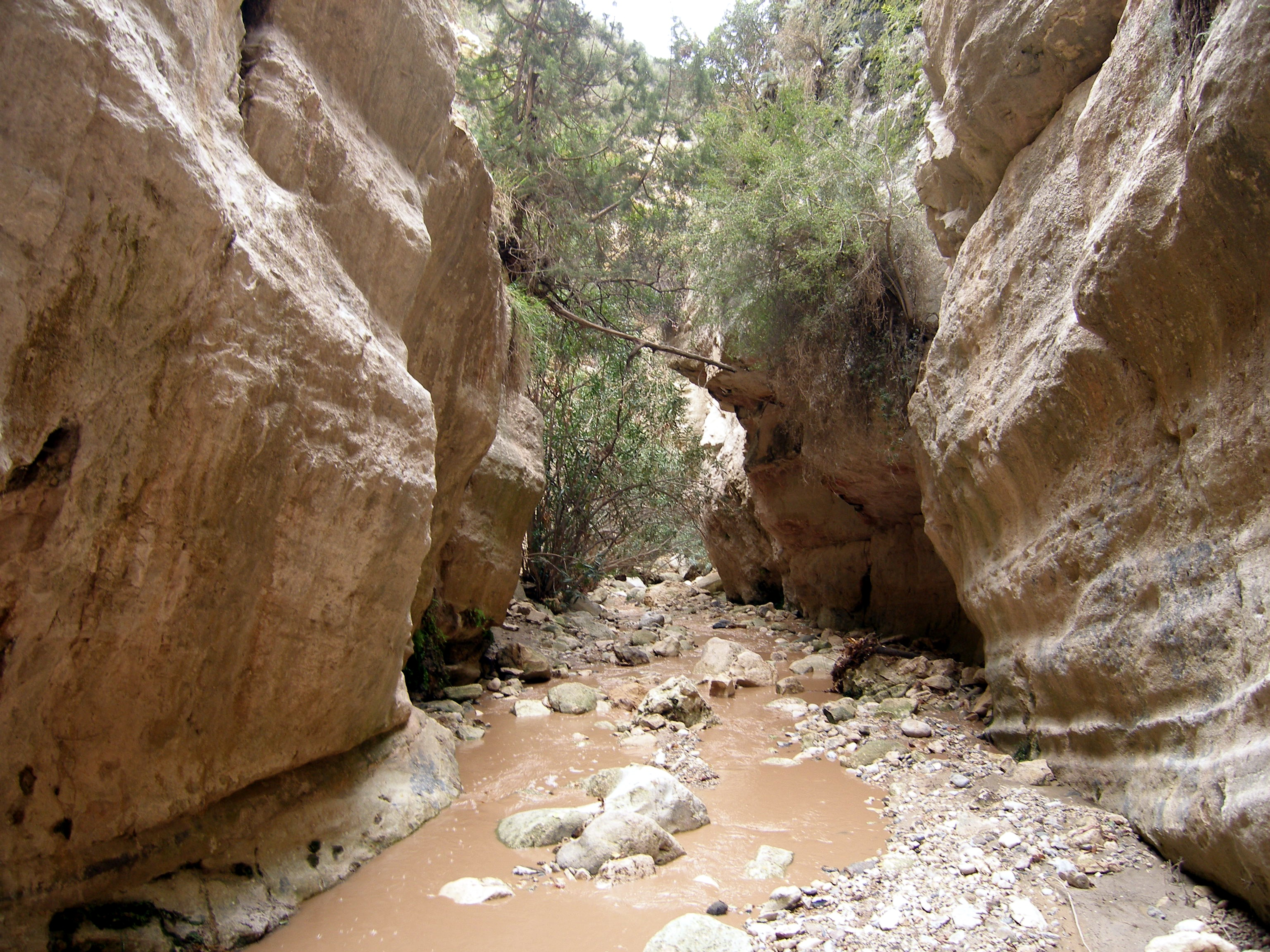
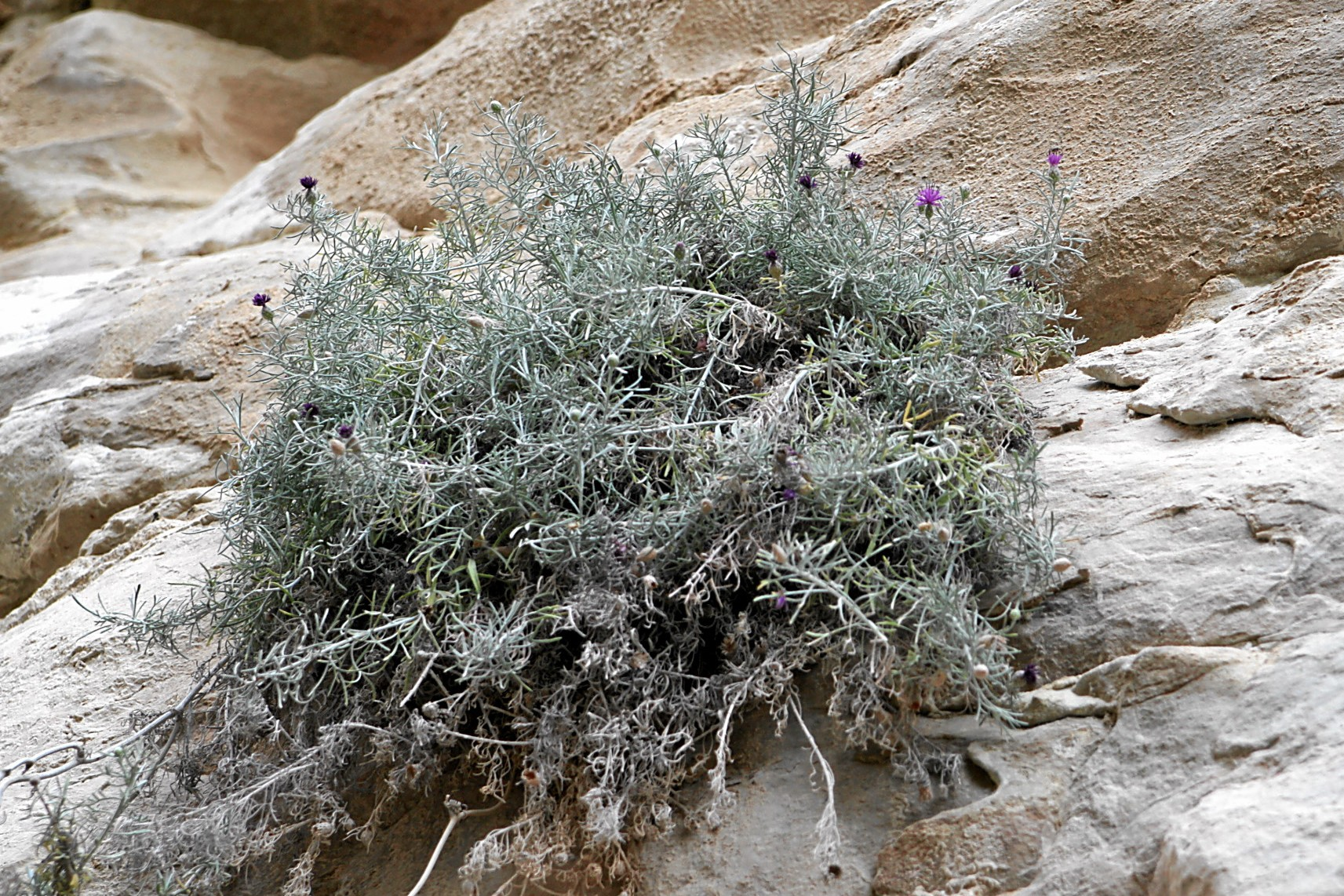